# Старгард
Старгард (пољ. Stargard) је град у Пољској у Војводству Западно Поморје у Повјату старгардском. Према попису становништва из 2011. у граду је живело 69.966 становника.

## Становништво
Према прелиминарним подацима са пописа, у граду је 2011. живело 69.966 становника.
| 2002.  | 2011.  | 2012.  |
| ------ | ------ | ------ |
| 71.367 | 69.966 | 69.724 |

## Градови побратими
- Елмсхорн
- Салдус
- Слагелсе
- Штралзунд
- Wijchen